# 永遠の王
『永遠の王』（えいえんのおう、英語: The Once and Future King）は、イギリスの作家テレンス・ハンベリー・ホワイトによるアーサー王伝説を題材にしたファンタジー小説。
1938年に第一部「石に刺さった剣」が出版され、紆余曲折ののち1958年に全四部が一冊の本にまとめられた。プロットはおおまかにトマス・マロリーの『アーサー王の死』が元になっているものの、執筆当時の状況（とくに第二次世界大戦）を受けて新たな解釈が盛り込まれている。本書を元にしてのちに2本の映画（『王様の剣』（1963年）、『キャメロット』（1967年））が作られた。

## 題名
原題"The Once and Future King"（かつての、そして未来の王）は、トマス・マロリーの『アーサー王の死』で言及されているアーサー王の墓石に刻まれたとされるラテン語の六行中間韻詩、"Hīc iacet Arthūrus, rex quondam, rexque futūrus."（かつての王にして未来の王、アーサーここに眠る）に由来する。

## 構成と出版経緯
本書は4部に分かれる（括弧内は出版年。第四部は第一部から第三部をあわせて一冊として出版された）。
- 第一部 石に刺さった剣（1938年）
- 第二部 風と闇の女王（1939年、出版時は「森のなかの魔女」という題だったが、のちに改題）
- 第三部 悲運の騎士（1940年）
- 第四部 風のなかの灯（1958年、第一部から第三部と合わせて出版）

第一部から第三部まで順次発表された後、ホワイトは1941年に第四部「風のなかの灯」と第五部「マーリンの書」を執筆し、さらに既刊三部に改訂を加え、それらの原稿を『永遠の王』という題の一冊の本として出版するよう、出版社に送った。しかし、出版社は第五部の内容に難色を示し、戦後の紙不足もあってそのままでの出版を拒否した。ホワイトはこれに激怒したが、のちに第五部の内容の一部を第一部に組み込むことで妥協し、1958年に『永遠の王』として出版された。このような経緯で出版されなかった第五部『マーリンの書』は、ホワイトの死後、1971年に出版された。

## あらすじ
『永遠の王』にはホワイトの理想の社会像が投影されている。本書はホワイトが創作した架空のブリテン島である魔法の島グラマリエを舞台とし、マーリンによるアーサー王の教育、最高の騎士ランスロットと王妃グィネヴィアのロマンスなどが描かれる。最後はアーサー王と不実の子モードレッドの最終決戦の直前で終わる。
物語の前半は、若きアーサーの数々の冒険やよく失敗するマーリンの魔法、ペリノア王の長たらしいクエスティング・ビースト探しなどのエピソードにより軽いトーンで進む。また、第一部の大部分はほぼ従来のアーサー王伝説のパロディとして読めるが、これはホワイトのアナクロニズムを重視したユーモラスな文体によるものである。しかし、第三部になると語り口が徐々に変化して内省的なものになり、第四部ではアーサーは自分の置かれた状況と死について深く考えるようになる。

### 第一部 石に刺さった剣
物語はユーサー・ペンドラゴン晩年の治世から始まる。第一部では養父サー・エクターに育てられることになったウォート少年(のちのアーサー王)が、エクターの子ケイと喧嘩しつつ友情を育み、魔法使いマーリンの教育をうけることなどが語られる。時間に逆行して生きているマーリンはウォートの運命をすでに予知しており、彼に良い王とは何たるかを様々な動物（魚、ワシ、アリ、ガチョウ、アナグマ）に変身させることで教える。それぞれの変身には意味があり、それによってウォートを将来に備えさせるのである。
マーリンが彼に教えたことは、戦争を正当化しうるただひとつの理由は戦争をしようとする者を妨げることであり、当時の政府と為政者（アーサーの父ユーサー）は「力」による統治の最悪の面の実例となってしまっている、というものだった。
なお、第一部が最初に出版された際にはアリとアナグマのエピソードが含まれていなかった。また、マーリンと魔女マダム・ミムの争いのくだりは『永遠の王』にまとめられた際に削除された（ただし、ディズニー映画『王様の剣』には登場する）。

### 第二部 風と闇の女王
第二部ではオークニーのガウェインとその三人の兄弟、四人の母親でアーサーの異母妹モルゴースなどが登場する。即位したアーサーはゲールの民の反乱を鎮圧するが、その過程で、アーサーはマーリンの助言を受けて「力」による統治を回避しうる方策を思いつく。それは、円卓の騎士団の結成することだった。

### 第三部 悲運の騎士
第三部はアーサー王からランスロットに物語がシフトする。ランスロットはグィネヴィアと禁断の恋に落ち、二人は王に隠れて逢瀬を重ねる。また、ランスロットは囚われの身から救い出した少女エレインと間にガラハッドをもうける。

### 第四部 風のなかの灯
第四部ではそれまでの物語が収束に向かう。モードレッドは父アーサーを、アグラヴェインはランスロットを憎む。二人の悪意によって最終的にアーサー王と王妃グィネヴィア、騎士ランスロットはともに没落し、彼らの理想の王国、キャメロットは崩壊する。

## 特色
『永遠の王』の特に興味深い点は、従来のアーサー王伝説の人物に独自の解釈を施したことにある。彼らの思考や振る舞いはそれまでの作品よりも複雑で、それまでの作品に矛盾することすらある。
- ランスロットはロマンスにあるようなハンサムな騎士ではなく、正反対に騎士の中で最も醜い人物として描かれている。さらに、本人は隠しているが実はサディストの性質を持っており、それゆえに自己嫌悪に陥る。アーサーの最も偉大な騎士になるために全力を尽くすことで、ランスロットはこの葛藤に打ち克とうとする。
- マーリンは時間をさかのぼって生きる、賢いがヘマばかりする老人で、時を経るごとに徐々に若返る。
- ガラハッドはあまりに完璧で、非人間的ですらある存在とされている。そのため多くの騎士は彼を快く思っていない。

ホワイトは第四部の最後でトマス・マロリーをカメオ出演させている。また、彼の作り出した世界グラマリエでは、歴史上の王や人物が神話的な存在として扱われていることも注意すべき点である。加えて、マーリンは時間を逆行して生きているゆえに、時代錯誤的な台詞を何度も口にする（第二次世界大戦、電信、戦車、「文明化された世界を不幸と混沌に陥れたとあるオーストリア人」など）。

## 評価
ファンタジー作家リン・カーターは次のように述べている。「考えうるどんな基準をもってしても、ホワイトの『永遠の王』は、おそらく我々の時代に書かれた、厳密に言えば今までに書かれた、ただ一つの最良のファンタジー小説に違いない。文学に造詣があって分別のある人なら、本書を読んでこの評価を否定するとは思えない。ホワイトは偉大な作家だ。」
アーサー王文学研究者リチャード・バーバーは、本作を「アーサー王物語の中で初めて成功した喜劇である」とし、登場人物の性格付けと細密に描きこまれた中世の風景を本書の優れた点としてあげている。

## 映像作品
ウォルト・ディズニーは当初1944年に第三部「悲運の騎士」を映像化する権利を買い取ったが、最終的に作り出されたのは第一部を基にした『王様の剣』（1963年）だった。この作品はホワイトのそれよりディズニースタッフのユーモアが色濃く反映されており、原作にないコミカルな場面（ほかのディズニー映画と同じような歌や踊りなど）が追加されている。
アラン・ジェイ・ラーナーとフレデリック・ロウのミュージカル『キャメロット』（1960年）は三部、四部に大体準拠しており、ランスロットとグィネヴィアの不義を物語の中心に据えている。また、原作と同じく「ウォーウィックのトム」という役でトマス・マロリーをカメオ出演させている。この作品は1967年に映画化された。

## 日本語訳
- 『永遠の王 アーサー王の書』（上・下）、森下弓子訳、創元推理文庫、1992年。ISBN 978-4488549015（上）、ISBN 978-4488549022（下）。